# 謝爾·巴哈杜爾·德烏帕
謝爾·巴哈杜爾·德烏帕（शेर बहादुर देउवा；1946年6月13日—）是一名尼泊爾政治人物，尼泊爾大會黨主席，前任尼泊爾总理。

## 简历
德烏帕在尼泊尔王国时期曾担任首相。他在2005年2月1日被國王賈南德拉解除首相職務，並於4月27日於加德满都的住所被警方逮捕。
德烏帕在被解除職務時被指對國內的尼泊尔共产党 (毛派)反政府游擊隊打擊不力，而4月19日尼泊尔的皇家反腐败委员会又指德乌帕在2004年10月挪用“首相救济基金”作为德赛节开支，並傳召德烏帕前往委員會接受调查。不過，當德烏帕被捕時，他家中的電話被切斷，因此外界不能瞭解他的現況，使這件事件充滿疑問。
2006年2月14日，德乌帕获得释放。他后来领导尼泊爾大會黨成为国会最大反对党。2016年7月，与尼共（毛）聯合，迫使时任总理的尼共（联合）党魁卡德加·普拉薩德·奧利辭職。根據尼泊爾大會黨與尼共（毛）的協定，兩黨主席德烏帕与普拉昌達將輪流擔任總理。
2021年7月13日，德烏帕獲總統任命為總理，這是他第5次就任總理。

## 外部連結
- 明報新聞網：安南促尼泊爾恢復民主自由
- 新华网：尼泊尔前首相德乌帕被警方逮捕